# Rubicon trail
Rubicon Trail – trasa off-roadowa we wschodniej Kalifornii w Stanach Zjednoczonych.
Położona jest w górach Sierra Nevada i prowadzi z Georgetown nad jezioro Tahoe. Całą trasa liczy około 60 mil, jednakże do legendy przeszedł 12-milowy odcinek, którego pokonanie samochodem zajmuje 3 dni. Odcinek ten jest wykorzystywany do testowania samochodów terenowych przez koncern Daimler-Chrysler, a jeden z modeli Jeepa Wranglera nosi nazwę Rubicon.
Na trasie odbywają się też cykliczne imprezy dla wielbicieli off-roadu, takie jak Jeepers Jamboree, organizowany corocznie od 1953 dla entuzjastów samochodów terenowych w ostatni weekend lipca, czy Jeep Jamboree organizowany w pierwszy weekend sierpnia, ale dostępny jedynie dla posiadaczy samochodów marki Jeep.